# El Bima
El Bima es un artista puertorriqueño de música urbana, conocido como el hermano menor del fallecido rapero Mexicano 777. Debutó a muy corta edad en Vidas Impartiendo Palabra, el primer álbum de Maso & Chal (dúo V.I.P.) en la canción «Stop it» en el año 2000. Ha lanzado tres álbumes, y ha colaborado con Alex Zurdo, Melvin Ayala, Rey Pirin, Maso el Presidente, Gabriel Rodríguez EMC, entre otros.

## Biografía
Abimael Malavé Robles, nacido en Manatí, Puerto Rico, inició en la música a los 11 años de edad como parte de V.I.P. (Vidas Impartiendo Palabra). A los 13 años, continuó con su proyecto musical titulado Kids for Jesus, su primera producción musical, a dúo con Crunchy, la cual lo dio a conocer, con sus temas orientados a la niñez y la juventud. Como parte de Un-Sin Records, sello de Maso el Presidente, participó en producciones como Los del Momento, Sigo Siendo Maso, y Faith Family de Rey Pirin.
A los 21 años de edad, llegaría su segunda producción titulada El que Menos Esperaban, bajo su propio sello disquero GAD Inc, contando con la participación de Alex Zurdo, Red Boy, y producción musical de Jetson. En el álbum Todo X Todo de Maso, participó en dos canciones, «Checky morena» y «Tu no resbalaste na», que contaba con voces del rapero Cosculluela, formó parte de «Navidad es una fiesta» junto a Michael Pratts, «Navidad es una fiesta», sencillo producido por Los Legendarios, y del sencillo «Los de la Formula», Kaldtronik y Lutek, junto a Manny Montes, Quest, Dr. P, y otros artistas.
Continuando con su carrera, decidió a los 25 años de edad lanzar su tercer álbum musical titulado Mayordomo del Reino, destacándose en las estaciones de radio de Puerto Rico con la colaboración del fallecido evangelista internacional Yiye Ávila, en la canción «Cristo Viene», hablando del levantamiento de la iglesia y de lo que acontece en estos tiempos. En este álbum, se encuentra «Stop It (Remix)», una nueva versión de su canción debut, colaborando nuevamente con Maso y El Chal, y la canción con su hermano Mexicano 777 y el rapero hondureño El Novato, titulada «Tu amor me sostiene». En ese año, fue víctima de la delincuencia, donde incendiaron su vehículo en Manatí, mismo año en que interpretó el jingle «No más balas al aire», que formó parte de una campaña de la Policía de Puerto Rico para reducir el número de muertes en el país.
En 2015, su hermano Mexicano 777 falleció. La cantante Ivy Queen se mostró muy molesta en sus redes sociales alegando que "El Bima buscaba fama de todo esto". Posteriormente, ambos se disculparon en redes sociales.
En estos últimos años, El Bima ha continuado impartiendo el mensaje de Dios a través de su música con un mensaje de conciencia social, como la canción con Vico C titulada «Lloran los Nenes», ubicada en el puesto 64 como canción cristiana más relevante del año 2016 para AMCL, «Gota de tu amada», y «Madre soltera» con Andy Rey y Michael Pratts. Últimamente, ha lanzado «Rómpeme» junto a Yeiko Worship Band, «El tiempo no se detiene» junto a Gabriel Rodríguez EMC, «Destino» con Jay Kalyl, y «Amarte» junto a Sharim.

## Discografía

### Álbum de estudio
- 2002: Basta Ya - Kids 4 Jesus (junto a Crunchy)
- 2010: El que menos esperaban
- 2013: Mayordomo del Reino